# Zulte (plant)
Zulte (Tripolium pannonicum), of ook wel zeeaster, is een plant uit de composietenfamilie (Asteraceae of Compositae). De soort komt voor op kwelders en in gebieden die onder invloed van het getijde staan. Ze groeien op de vloedlijn. Zulte komt in Nederland voor in het deltagebied, op de Waddeneilanden en langs de Waddenkust. De plant komt ook voor op plaatsen waar zoute kwel optreedt, zoals enkele droogmakerijen.

## Kenmerken
Het is een 15–60 cm hoge, tweejarige plant. De plant heeft 12 cm smalle, langwerpige, lancetvormige bladeren.

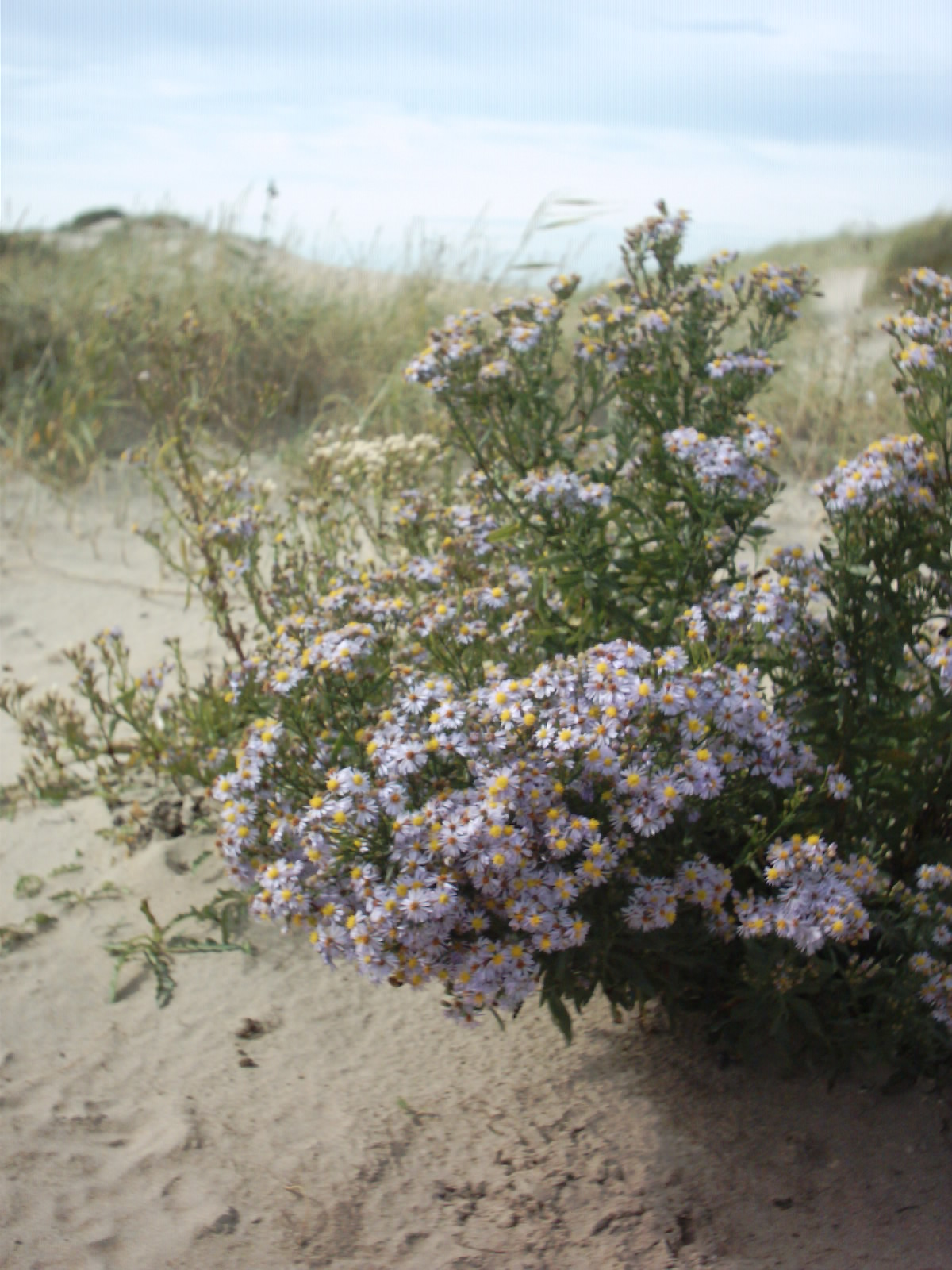
Aster in het duin

De zulte bloeit van juli tot september. Er zijn ook planten waarbij de blauwe lintbloemen ontbreken. Deze komen vooral voor op grond met een relatief hoog zoutgehalte. De bloemen zijn rijk aan nectar. De vrucht is een nootje dat twee weken kan blijven drijven. De zaden ontkiemen alleen als het zoutgehalte van de bodem laag genoeg is. Alleen dan kunnen ze water opnemen voor het in gang zetten van de kieming.
De plant kan zich ook vegetatief voortplanten met behulp van de wortelstokken, doordat op de wortelstokken nieuwe knoppen ontstaan die in het voorjaar uitlopen.
Begrazing moet ervoor zorgen dat de zulte zich kan handhaven.

## Plantengemeenschap
Zulte is een kensoort voor de zeeaster-klasse (Asteretea tripolii), een groep van plantengemeenschappen van zilte tot brakke gronden van buitendijkse terreinen in estuaria.

## Gebruik
Zulte werd vroeger in Zeeland op de kwelders verzameld voor consumptie. De jonge bladeren van de zulte worden nog steeds als groente gegeten. Ze worden onder de naam lamsoren gekweekt en te koop aangeboden. Het voorjaar en het begin van de zomer is de beste oogsttijd. Bij de teelt worden de blaadjes ongeveer zes weken na opkomst geoogst. Deze groente is niet de plant lamsoor (Limonium vulgare) die ook op de kwelders groeit maar niet eetbaar is.
Langs de Westerschelde neemt Zulte soms hoge concentraties zware metalen uit het vervuilde water op. Ze is dan niet meer geschikt voor consumptie.

## Insecten en andere dieren
Deze plant levert aan tal van dieren en insecten voedsel. Meer dan 20 insecten gebruiken de plant als voedselbron, zoals de schorzijdebij (Colletes halophilus), die zelfs op de plant gespecialiseerd is.
Zowel de vegetatieve als de generatieve delen worden veel begraasd (herbivorie). Voor rotganzen is het een van de hoofdvoedergewassen. De schapen hebben een voorkeur voor de bloemknoppen. De zaden vormen een voedselbron voor tal van vogels zoals gorzen en vinkachtigen.